# جوایز موسیقی آمریکا ۲۰۱۴
جوایز موسیقی آمریکا ۲۰۱۴ (انگلیسی: American Music Awards of 2014) چهل و دومین مراسم جوایز موسیقی آمریکا  بود که در ۲۳ نوامبر ۲۰۱۴  در سالن تئاتر نوکیا در لس آنجلس برگزار شد.

## نامزدها و برندگان
| هنرمند سال | هنرمند جدید سال |
| --- | --- |
| - ایگی آزالیا - بیانسه - لوک برایان - وان دایرکشن - کیتی پری                                                                                               | - فایو سکندز آو سامر - ایگی آزالیا - باستیل - سم اسمیت - مگان ترینر                                                              |
| بهترین هنرمند مرد پاپ/راک | بهترین هنرمند زن پاپ/راک |
| - سم اسمیت - فارل ویلیامز - جان لجند | - ایگی آزالیا - لرد (خواننده) - کیتی پری                                                                                         |
| بهترین گروه/بند/دونفره پاپ/راک | بهترین آلبوم پاپ راک |

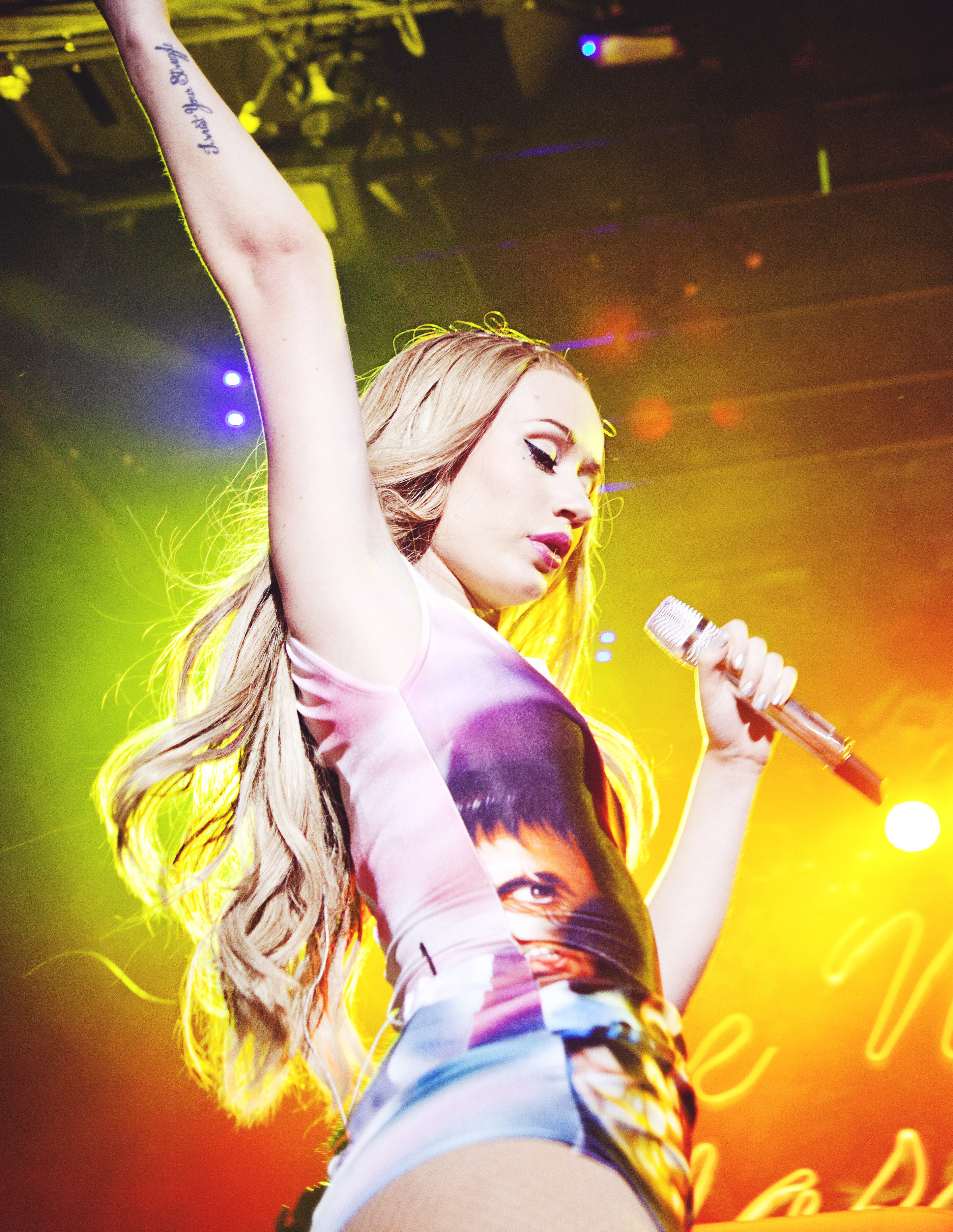
ایگی آزالیا برنده دو جایزه و نامزدی در شش بخش

| - ایمجین دراگونز - وان دایرکشن - وان‌ریپابلیک | - قهرمان خالص – لرد (خواننده) - Midnight Memories – وان دایرکشن - منشور – کیتی پری                                               |
| بهترین هنرمند مرد سبک کانتری | بهترین هنرمند زن سبک کانتری |
| - جیسون الدین - لوک برایان - بلیک شلتن | - میراندا لمبرت - کیسی ماسگریوز - کری آندروود                                                                                    |
| بهترین گروه/باند/دونفره کانتری | بهترین آلبوم کانتری |
| - Eli Young Band - Florida Georgia Line - لیدی آنتبلوم | - Blame It All on My Roots: Five Decades of Influences – گارث بروکس - The Outsiders – اریک چرچ - Just as I Am – Brantley Gilbert |
| بهترین هنرمند رپ/هیپ هاپ | بهترین آلبوم رپ/هیپ هاپ |
| - ایگی آزالیا - دریک - امینم | - کلاسیک جدید – ایگی آزالیا - Nothing Was the Same – Drake - مارشال مترز ال‌پی ۲ – امینم                                          |
| بهترین هنرمند مرد سول و آر اند بی | بهترین هنرمند زن سول و آر اند بی                                                                                                 |
| - جان لجند - فارل ویلیامز - کریس براون | - بیانسه - مری جی. بلایژ - Jhene Aiko                                                                                            |
| بهترین آلبوم سول و آر اند بی | بهترین هنرمند تناوبی |
| - بیانسه – بیانسه - دختر – فارل ویلیامز - عشق در آینده – جان لجند                                                                                          | - باستیل - ایمجین دراگونز - لرد                                                                                                  |
| بهترین هنرمند معاصر بزرگسالان | بهترین هنرمند لاتین |
| - سارا باریلز - وان‌ریپابلیک - کیتی پری | - مارک آنتونی - انریکه ایگلسیاس - رومئو سانتوس                                                                                   |
| بهترین هنرمند الهام بخش نسل معاصر | بهترین موسیقی دنس الکترونیک |
| - Casting Crowns - هیل‌سانگ یونایتد (گروه موسیقی) - Newsboys                                                                                                | - آویچی - کالوین هریس - زد |
| تک‌آهنگ سال | Top Soundtrack |
| - "Dark Horse" – کیتی پری feat. جوسی جی - "خوشحال" – فارل ویلیامز - "همه من" – جان لجند - "Rude" – Magic! - "خواستنی" – ایگی آزالیا feat. چارلی ایکس‌سی‌ایکس | - Frozen - The Fault in Our Stars - Guardians of the Galaxy: Awesome Mix, Vol. 1                                                 |
| International Song Award | International Artist Award |
| - "Little Apple" - Chopstick Brothers | - Zhang Jie |
| Dick Clark Award for Excellence | |
| - تیلور سوئیفت | |